# Комаровка (Краснокутский район)
Комаровка (укр. Комарівка) — село Рябоконевского сельского совета Краснокутского района Харьковской области.
Код КОАТУУ — 6323586206. Население по переписи 2001 года составляет 12 (5/7 м/ж) человек.

## Географическое положение
Село Комаровка находится на левом берегу реки Мерла, выше по течению примыкает к селу Зубовка, ниже по течению на расстоянии в 1 км расположено село Березовка, на противоположном берегу — село Колонтаев. Село окружено лесным массивом.

## История
- 1910 — дата основания.